# Alsodes
Az Alsodes a kétéltűek (Amphibia) osztályába,  a békák (Anura) rendjébe és az Alsodidae családba tartozó nem.

## Rendszerezés
A nembe az alábbi fajok tartoznak.
- Alsodes australis Formas, Úbeda, Cuevas & Nuñez, 1997
- Alsodes barrioi Veloso, Diaz, Iturra & Penna, 1981
- Alsodes cantillanensis Charrier, Correa-Quezada, Castro & Méndez-Torres, 2015
- Alsodes coppingeri (Günther, 1881)
- Alsodes gargola Gallardo, 1970
- Alsodes hugoi Cuevas & Formas, 2001
- Alsodes igneus Cuevas & Formas, 2005
- Alsodes kaweshkari Formas, Cuevas & Nuñez, 1998
- Alsodes montanus (Lataste in Philippi, 1902)
- Alsodes monticola Bell, 1843
- Alsodes neuquensis Cei, 1976
- Alsodes nodosus (Duméril & Bibron, 1841)
- Alsodes norae Cuevas, 2008
- Alsodes pehuenche Cei, 1976
- Alsodes tumultuosus Veloso, Iturra & Galleguillos, 1979
- Alsodes valdiviensis Formas, Cuevas & Brieva, 2002
- Alsodes vanzolinii (Donoso-Barros, 1974)
- Alsodes verrucosus (Philippi, 1902)
- Alsodes vittatus (Philippi, 1902)